# Śląskie Warsztaty Szybowcowe
Śląskie Warsztaty Szybowcowe – polska wytwórnia zajmująca budową i naprawą sprzętu szybowcowego istniejąca w okresie międzywojennym w Bielsku.

## Historia
15 lipca 1934 r., dzięki wysiłkom Okręgowego Komitetu Szybowcowego w Katowicach, na górze Chełm w Goleszowie została otwarta pierwsza na Śląsku szkoła szybowcowa. Aby mogła sprawnie funkcjonować, konieczne było działanie w najbliższej okolicy warsztatów zajmujących się konserwacją i naprawą sprzętu szybowcowego. Warunek ten został spełniony dzięki pobliskiemu Bielsku, gdzie istniało Koło Szybowcowe przy tamtejszej Szkole Przemysłowej i w której warsztatach mechanicznych w 1933 roku pod kierunkiem inż. Tadeusza Chlipalskiego rozpoczęto budowę szybowca CWJ bis Skaut.
Po oblataniu w 1934 roku szybowca CWJ-bis Skaut Tadeusz Chlipalski, dzięki pomocy grupy mieszkańców Bielska, zarejestrował spółkę z ograniczoną odpowiedzialnością pod nazwą Śląskie Warsztaty Szybowcowe. Ich uroczyste otwarcie nastąpiło 15 kwietnia 1934 roku, pierwszym kierownikiem został inż. Tadeusz Chlipalski.
Warsztaty miały siedzibę w budynku przy ulicy Górskiej 12 w Bielsku, gdzie miały do dyspozycji dwa pomieszczenia przeznaczone na stolarnię, tapicernię i lakiernię. W sąsiednim budynku wynajmowano pomieszczenie od firmy farmaceutycznej Promonta z przeznaczeniem na magazyn. ŚWS produkowały szybowce konstrukcji inżyniera Wacława Czerwińskiego – CW-8 (tu powstał w 1935 roku prototyp wersji rozwojowej CW-8 ter), WWS-1 Salamandra, WWS-2 Żaba, Komar, Wrona-bis, Sroka oraz Czajka.
W 1938 roku Tadeusz Chlipalski odszedł z pracy w ŚWS, na jego miejsce został zatrudniony jako kierownik Adam Ścibor-Rylski.
W 1939 roku w warsztatach zakończono budowę samolotu RS-III konstrukcji Adama Ścibora-Rylskiego, lecz z powodu wybuchu II wojny światowej nie doszło do jego oblotu.
Śląskie Warsztaty Szybowcowe zajmował się produkcją części zamiennych do szybowców, tj. skrzynek kadłubowych, zastrzałów skrzydłowych i in. Ponadto wykonywano remonty szybowców ze szkół szybowcowych w Goleszowie i Żarze. Zbudowano tu również dwa wozy do przewozu zdemontowanych szybowców przystosowane do holowania za samochodem.
W czasie funkcjonowania Śląskich Warsztatów Szybowcowych wyprodukowano w nich ok. 150 szybowców, wybuch II wojny światowej przerwał prace nad ok. dalszymi 30 egzemplarzami.
W czasie okupacji warsztaty zostały przejęte przez Nationalsozialistisches Fliegerkorps, w 1944 roku zostały zniszczone w wyniku pożaru.